# 扁肉燕

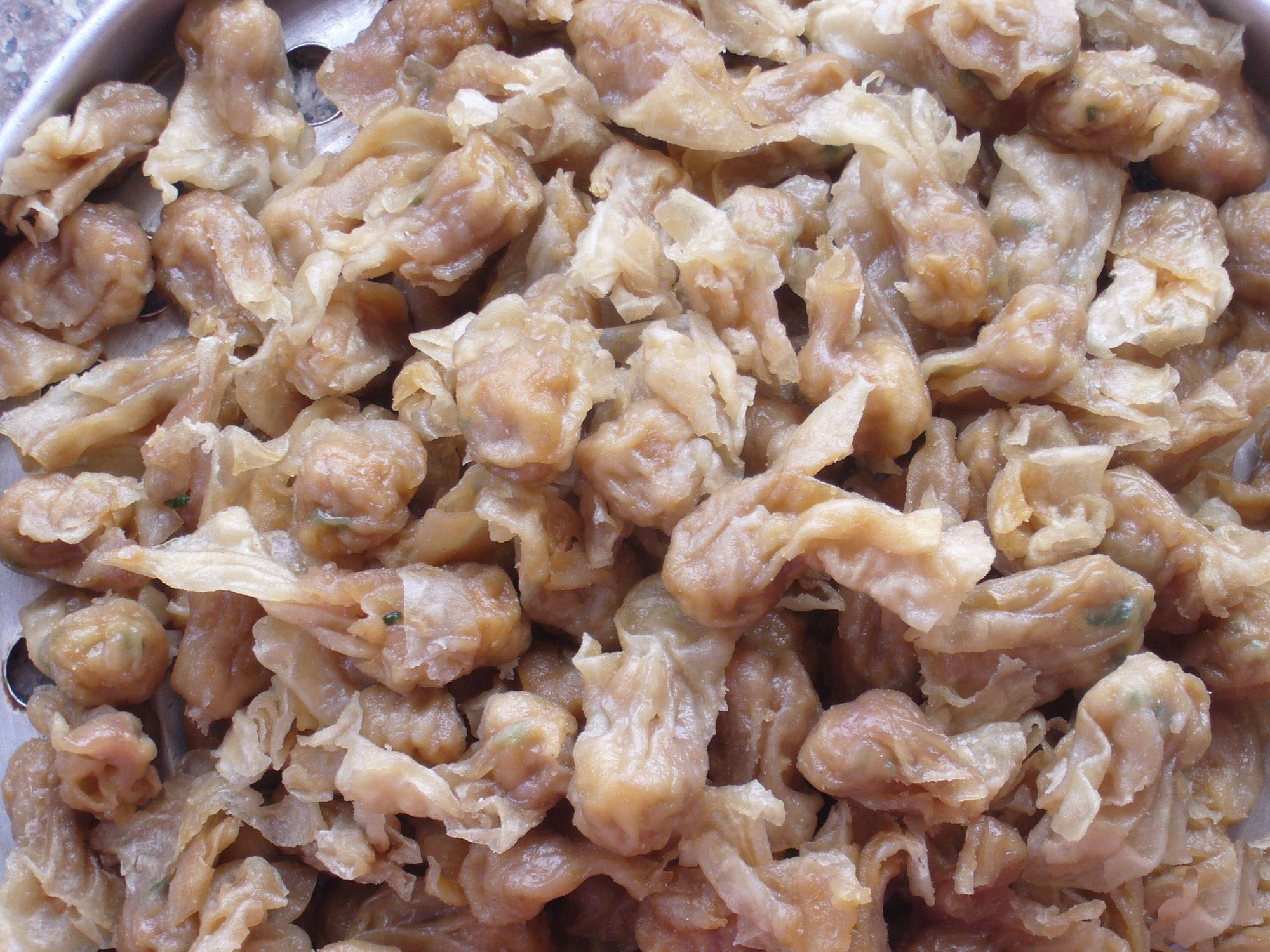
连江丹阳肉燕

扁肉燕，簡稱肉燕，是福州特產，因形狀似燕而得名。與饺子、馄饨相較為小。

## 製作方法
將鮮魚的淨肉、豬五花肉，一起剁成泥，加入輔料和調味品拌勻製成餡，將肉燕皮切成2寸見方片，然後一手持燕皮，一手用筷子挑適量的餡放入燕皮中，合攏捏緊使成燕尾或長春花形（又稱小長春），或上籠旺火蒸5分鐘，或沖入調好味道的清湯，或另下鍋煮食。
一般家庭可直接購買現成的肉燕皮，將乾的肉燕皮鋪開，噴上少量水，使其回潮變軟，再包上肉餡，下湯煮食。

## 肉燕皮
肉燕皮（簡稱燕皮），俗稱扁食皮，精選豬前後腿的瘦肉，配以澱粉、鹽等，通過手工打制，薄如白紙，色澤潔白。
福州肉燕皮係由王世統創製。王世統，字清水，小名叫全聚，福州人，原是販運土特產品的小販。後在浦城見肉燕皮很受歡迎，從當地師傅處學到製作工藝，於清光緒年間回福州，在海防前開設聚記清水肉燕店，為便於攜帶以擴大銷路，他苦心鑽研，於宣統三年（1911年）創製成乾肉燕皮。從此，福州肉燕皮遠銷南洋及世界各地。
肉燕皮切成细条，即成燕丝，煮食。

## 典故
相傳，早在明嘉靖年間，福建浦城縣有位告老還鄉的御史大人，家居山區，吃多了山珍便覺流於平淡。於是，他家廚師取豬腿的瘦肉，用木棒打成肉泥，摻上適量的蕃薯粉，擀成紙片般薄，切成三寸見方的小塊，包上肉餡，做成扁食，煮熟配湯吃。御史大人吃在嘴裡只覺滑嫩清脆，淳香沁人，連呼「大妙」，忙問是甚麼點心，那廚師因其形如飛燕而信口說「扁肉燕」。後扁肉燕與鴨蛋共煮，因福州話裏鴨蛋（鴨卵）與「壓亂」、「壓浪」諧音，寓意「太平」，而又有「太平燕」之說。